# V573 Возничего
V573 Возничего (лат. V573 Aurigae) — одиночная переменная звезда в созвездии Возничего на расстоянии (вычисленном из значения параллакса) приблизительно 6469 световых лет (около 1983 парсеков) от Солнца. Видимая звёздная величина звезды — от +10,9m до +10,6m.

## Характеристики
V573 Возничего — красный гигант, пульсирующая медленная неправильная переменная звезда (LB) спектрального класса M. Радиус — около 65,97 солнечных, светимость — около 468,376 солнечных. Эффективная температура — около 3306 K.